# Discestra raselaini
Discestra raselaini är en fjärilsart som beskrevs av Dumont 1925. Discestra raselaini ingår i släktet Discestra och familjen nattflyn. Inga underarter finns listade i Catalogue of Life.